# نیژنیایا پولتاوکا
نیژنیایا پولتاوکا (به لاتین: Nizhnaya Poltavka) یک منطقهٔ مسکونی در روسیه است که در استان آمور واقع شده‌است.